# Ashmont (Australie)
Ashmont est une localité australienne située dans la zone d'administration locale de Wagga Wagga, en Nouvelle-Galles du Sud.
Elle constitue un quartier périphérique de Wagga Wagga au sud-ouest de celle-ci.

## Démographie
| 2006  | 2011  | 2016  | 2021  |
| ----- | ----- | ----- | ----- |
| 4 112 | 4 024 | 3 828 | 3 747 |